# ベンチャーファンド
ベンチャーファンドとは、ベンチャー企業を主な投資対象とする金融商品である。ファンドの形態に投資法人を用いる場合、投資対象が証券であることから証券投資法人と呼ばれる。

## 概要

### 大阪府主導のベンチャーファンド
大阪府は、ベンチャー企業支援施策の一環として大阪産業振興機構を通じて、ベンチャービジネス証券投資法人、ベンチャー・リヴァイタライズ証券投資法人及びマイブイシー投資法人の3つのファンドに全国に先駆けて出資した。
2001年（平成13年）12月3日、大阪証券取引所が主にベンチャー企業の未公開株を投資対象とする投資法人が上場する市場として、「ベンチャーファンド市場」を創設した。上場する投資法人は、運用資産の70%以上が、国内の未公開株や上場後5年以内の株券等である必要がある。
2002年（平成14年）1月15日に第1号のベンチャービジネス証券投資法人（8720）が上場、続いてベンチャー・リヴァイタライズ証券投資法人（8721）が上場したが、存続期間の満了による解散のため、ベンチャービジネス証券投資法人は2015年（平成27年）1月27日、ベンチャー・リヴァイタライズ証券投資法人は2017年（平成29年）7月26日に上場廃止となっている。

### 東京都のベンチャーファンド
東京都は、中小企業育成を目的に、2004年（平成16年）10月に、東京フロンティア投資法人および東京スピリット投資法人を設立、12月に関東財務局に登録、投資事業を開始した。投資事業有限責任組合（子ファンド）を通じて中小企業に投資した。両法人は、2016年（平成28年）に清算されている。
- 東京フロンティア投資法人 - 登録番号 関東財務局長第29号、資産運用会社 三井住友アセットマネジメント株式会社
- 東京スピリット投資法人 -  登録番号 関東財務局長第30号、資産運用会社 日興アセットマネジメント株式会社[6]

### その後
東京証券取引所は、上場制度を2022年（令和4年）3月を目処に見直す方針である。投資先が上場した場合に上場後5年を経過しても継続保有できること、資金の借入れ及び投資法人債券の発行ができることなどが内容である。
2021年（令和3年）1月、野村ホールディングスとスパークス・グループが提携し、非上場企業へ投資する上場投資法人の設立を目指すことが公表され、同年9月に日本グロースキャピタル投資法人が設立され、東証ベンチャーファンド市場へ将来上場することを計画している。

## ベンチャーファンド一覧
- ベンチャービジネス証券投資法人
- ベンチャー・リヴァイタライズ証券投資法人
- マイブイシー投資法人
- 日本グロースキャピタル投資法人